# Сан-Пауль-іль-Бахар
Сан-Пауль-іль-Бахар, також Сент-Полс-Бей мальт. San Pawl il-Baħar, дослівно  Бухта святого Павла) — місто на Мальті, розташоване на північному сході острова за 16 км від Валлетти.

## Назва
Місто назване на честь святого апостола Павла, який за Діями святих апостолів зазнав аварію корабля поблизу прибережних островів у бухті, що пізніше була також названа на його честь.

## Опис
Згідно з переписом 2005 року, населення міста становить 13 619 осіб. Влітку населення міста збільшується до 60 000 осіб за рахунок великого припливу туристів. Околиці міста є дуже мальовничими: на північ розташована бухта Містера, а також мис острова Святого Павла.

## Галерея

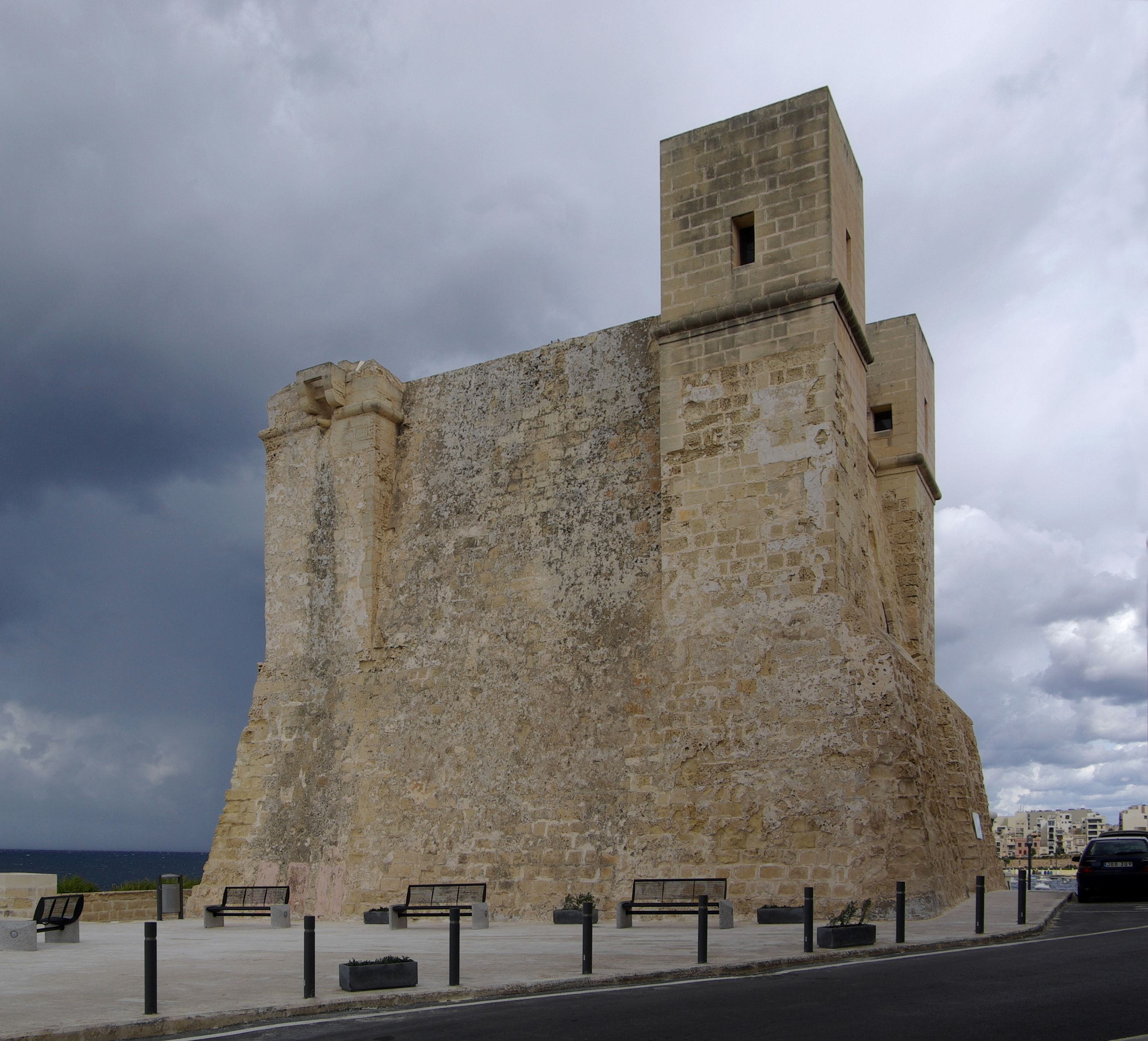
Віньякурська вежа
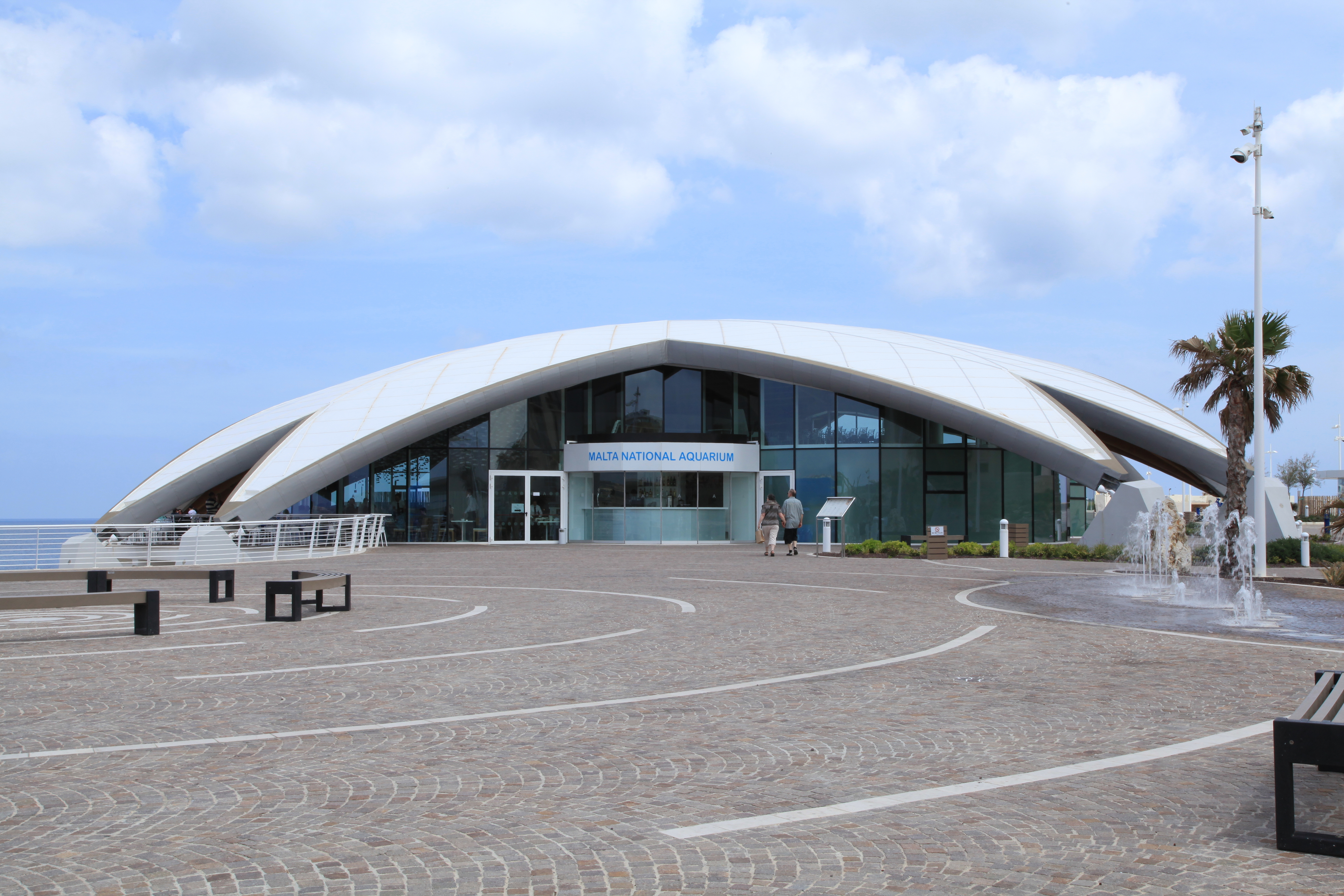
Національний акваріум Мальти